# Aventadora

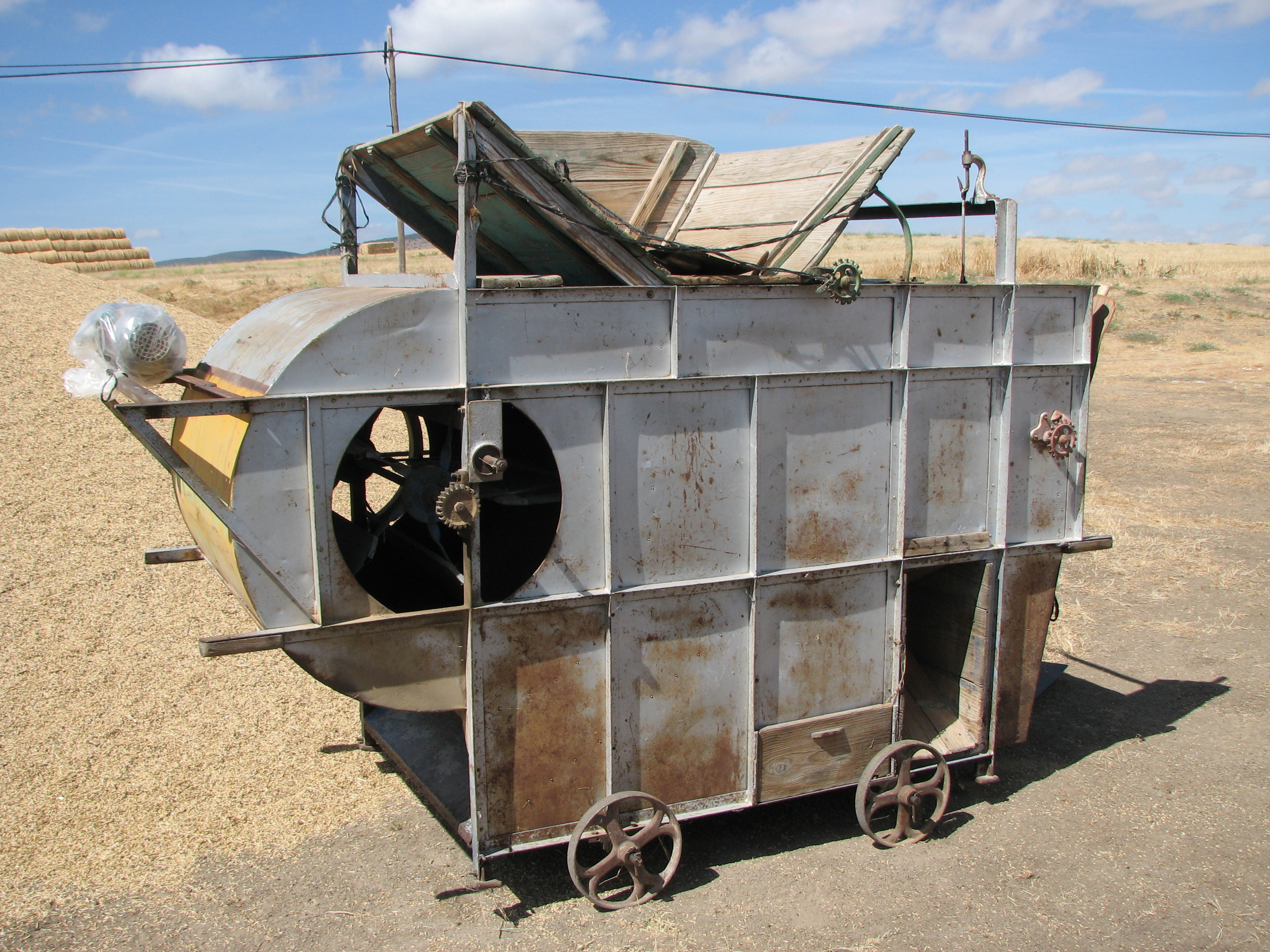
Aventadora o beldadora.

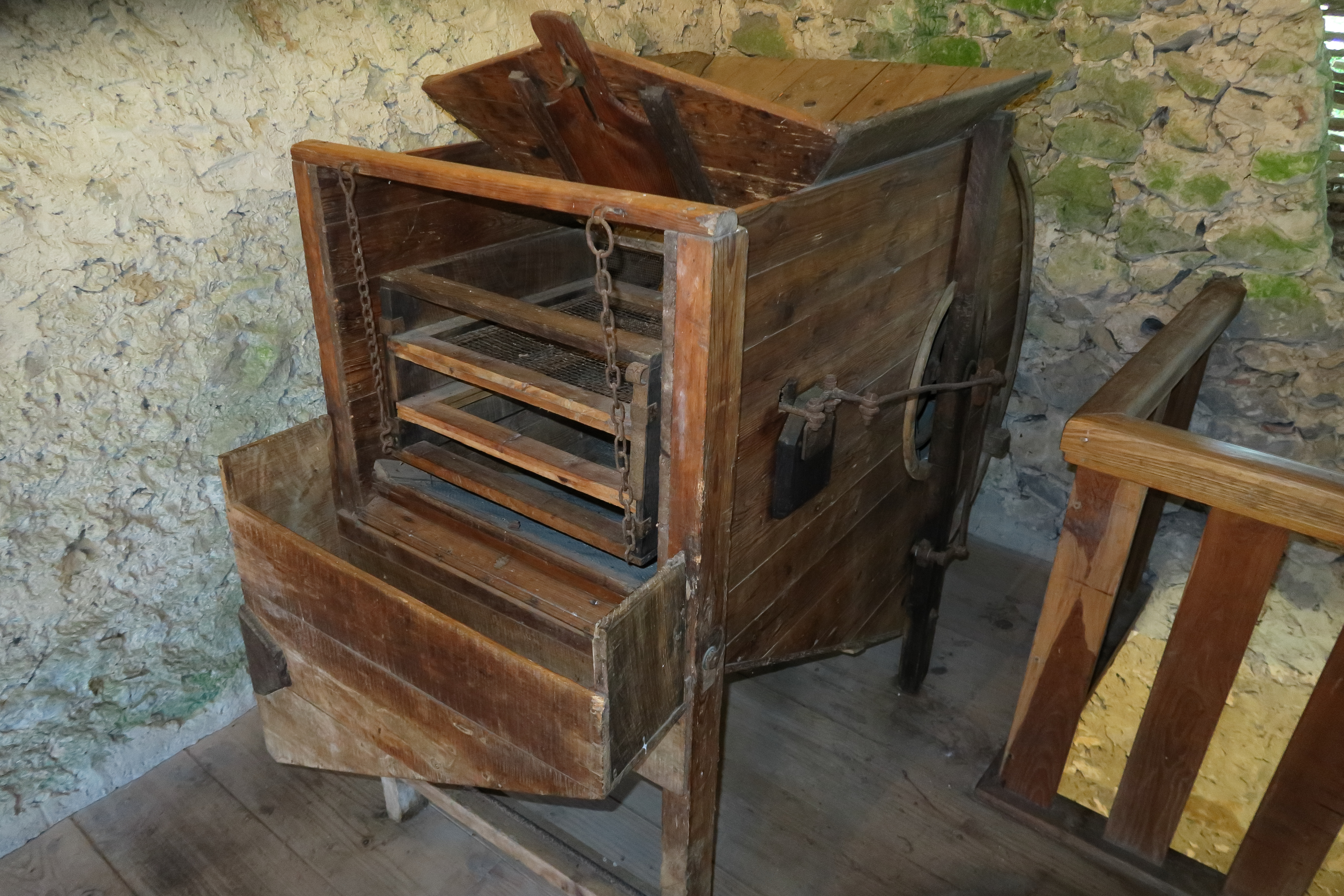
Aventadora en el Museo Etnográfico del Oriente de Asturias

La aventadora o beldadora era una máquina que cribaba y aventaba los granos de trigo, cebada y otros similares, limpiándolos de restos de paja, granzas y otras impurezas por medio de corrientes de aire y vibración. Las aventadoras se empleaban después de la trilla, que separa el grano de la paja y lo libra de su cubierta. Con la modernización de la agricultura las aventadoras y otras máquinas y aparatos que realizaban tareas individuales en el proceso del grano fueron paulatinamente remplazadas por máquinas trilladoras, cosechadoras y procesadoras que eran capaces de realizar varias operaciones simultáneamente.
La trilladora se utiliza para separar el grano de la paja. Es una máquina que simultáneamente trilla, avienta, criba y embolsa el grano. La cosechadora, aparte de realizar las mismas operaciones de la trilladora también siega la mies.
La producción española de trilladoras mecánicas conoció con posterioridad a la guerra civil un profundo retroceso en relación con los años anteriores al conflicto. La situación tendió a mejorar, pese a las dificultades señaladas, a comienzos de los años cincuenta, momento en que se recuperaron los niveles de fabricación anteriores a la guerra y, más aún, una vez mediada la década, cuando todo parece indicar que se alcanzaron cifras de producción cercanas a las 1000 trilladoras al año.
Este tipo de máquinas son de la marca Ajuria, que se mantuvo a lo largo de toda la posguerra.